# Acanthocyclops chappuisi
Acanthocyclops chappuisi – gatunek widłonoga z rodziny Cyclopidae. Opisali go w 1992 roku bułgarscy zoolodzy Weselin T. Najdenow (1932–2001) i Iwan S. Pandourski, nadając mu nazwę Diacyclops chappuisi.